# Podzamcze (Kielce)
Pour les articles homonymes, voir Podzamcze.
Podzamcze est une localité polonaise de la gmina de Piekoszów, située dans le powiat de Kielce en voïvodie de Sainte-Croix.